# عدنان اليسيك
عدنان اليسيك (بالهولندية: Adnan Alisic)‏ (10 فبراير 1984 بروتردام في هولندا - ) هو لاعب كرة قدم هولندي في مركز الوسط. لعب مع نادي أوترخت ونادي إكسلسيور ونادي دبرتسني ونادي دوردريخت وGVVV ‏.

## روابط خارجية
- عدنان اليسيك على موقع قاعدة بيانات كرة القدم.إي يو (الإنجليزية)
- عدنان اليسيك على موقع Soccerway.com (الإنجليزية)